# Banda Bassotti
Banda Bassotti (wörtlich Dackelbande, italienische Übersetzung von Die Panzerknacker) ist eine linksgerichtete, antifaschistische italienische Ska-Punk-Band aus Rom.

## Geschichte
Banda Bassotti entstand 1987 aus dem antifaschistischen Handwerkerkollektiv La Banda Bassotti. 1991 erschien das Debütalbum Figli della Stessa Rabbia. Nach der Veröffentlichung der Alben Bella Ciao und Avanzo de Cantiere löste sich die Band 1996 vorerst auf. Im Jahr 2001 wurde Banda Bassotti neugegründet, die Band veröffentlichte seitdem sieben Alben.

## Stil und Haltung
Bis zur Auflösung der Band spielte Banda Bassotti hauptsächlich von The Clash und The Specials inspirierten Rock mit Ska- und Reggae-Einflüssen. nach der Neugründung 2001 wurde der Stil deutlich Ska-beeinflusster, die Besetzung wurde um vier Bläser erweitert. Auf dem 2003er Album Asi es mi vida coverte die Band traditionelle Lieder der Arbeiterbewegung und des Kampfes gegen den Franquismus.
Auf den Rückseiten ihrer CDs befindet sich stets der Satz Ama la musica - odia il fascismo, was übersetzt bedeutet: „Liebe die Musik - Hasse den Faschismus“.
Die Band ist in das antiimperialistische Spektrum der Linken Bewegung einzuordnen. So bezieht die Band auch Stellung zum Israel-Palästina Konflikt und hat eine pro-palästinensische Einstellung.

## Bedeutung
In einem Interview nennt das italienische Redskin-Fanzine REDS die Band einen „wichtigen Bezugspunkt der Redskinszene“. Banda Bassotti ist auch in Spanien und speziell dem Baskenland bekannt.
Auch bei der traditionell linksgerichteten Fanszene des AS Livorno genießt die Band Kultstatus, was die Band mit dem den Brigate Autonome Livornesi gewidmeten Album Baldi e Fieri dankte. Auch in Deutschland tritt die Band regelmäßig auf.

## Kritik
Kritik an der Band gibt es vor allem aufgrund des Stückes Nazi Sion Polizei („Nazi-Zionisten Polizei“) vom Debütalbum Figli Della Stessa Rabbia, in dem es heißt:

“A Dachau imparò – Come si fa

Polizei, polizei – Nazi-sion polizei

Le SS sono – la scuola del Mossad

Pietre contro i fucili – Nella Palestina

Il coraggio contro – La viltà

No, non è finita – E non finirà

Fino a quando l’ultimo – Sionista non se ne andrà

Polizei, polizei – Nazi-sion polizei

L’Intifada – Ti seppellirà”

„In Dachau haben sie gelernt – wie man es macht

Polizei, Polizei, Nazi-Zionisten Polizei

die SS ist die Schule des Mossad

Steine gegen Gewehre – in Palästina

der Mut gegen die Feigheit

nein es ist nicht vorbei – und wird niemals aufhören

solang bis auch der letzte Zionist verschwunden ist

Polizei, Polizei, Nazi-Zionisten Polizei

die Intifada wird euer Grab“

Von der Antifa Frankfurt wird der Song „als vom Hass auf Israelis nur so strotzende[s] Lied“ bezeichnet, auf ihrer Website schreibt die Aktion im Sommer 2003 „Neben dem Todeswunsch gegen Israelis ist die Gleichsetzung der israelischen Sicherheitskräfte mit der SS besonders infam“. Auf den Text angesprochen stellt die Band in einem Interview im Jahr 2004 klar: „Wir sind keine Antisemiten.“ Bereits Mitte 2004 gibt die Band an, das Stück seit der Wiedervereinigung „aufgrund ihrer geänderten Wahrnehmung des Nahost-Konfliktes“ nicht mehr live zu spielen.

## Diskografie
- 1991: Figli della Stessa Rabbia
- 1993: Bella Ciao
- 1994: Avanzo de Cantiere
- 2001: Un Altro Giorno d’Amore
- 2002: L’Altra Faccia dell’Impero
- 2003: Asì es mi Vida
- 2004: Amore e Odio
- 2005: Baldi e Fieri
- 2006: Vecchi Cani Bastardi
- 2008: Viento Lucha Y Sol

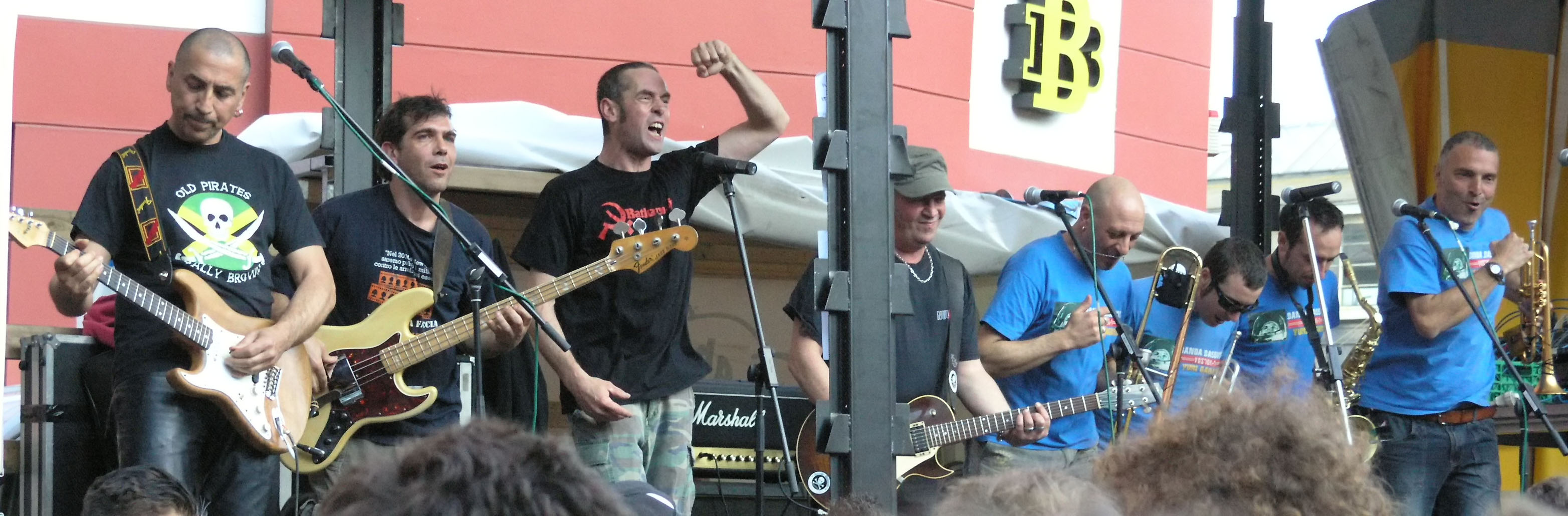
Banda Bassotti am 1. Mai 2008 auf der Myfest-Bühne Beats against fascism am Kottbusser Tor.

- 2010: Check Point Kreuzberg-Live So36
- 2012: Siamo guerriglia
- 2014: Banditi Senza Tempo